# André François-Poncet
André François-Poncet (ur. 13 czerwca 1887 w Provins, zm. 8 stycznia 1978 w Paryżu) – francuski dyplomata.
W latach 1924–1931 był deputowanym do parlamentu z ramienia Partii Radykalnej, następnie sprawował urząd ambasadora w Berlinie (1931–1938) i we Włoszech (1938–1940). W październiku 1938 z polecenia kanclerza Adolfa Hitlera został odznaczony Krzyżem Wielkim Orderu Zasługi Orła Niemieckiego.
Internowany przez nazistów od 1943 do 1945, został po wojnie wysokim komisarzem Francji w Niemczech (1949–1953), ambasadorem w Republice Federalnej Niemiec (1953–1955) i przewodniczącym Międzynarodowej Rady Czerwonego Krzyża (1948–1965). Odznaczony Krzyżem Wielkim Legii Honorowej.
Jego synem był Jean François-Poncet, minister spraw zagranicznych Francji w latach 1978–1981.